# 莉莉·艾倫
莉莉·罗斯·比阿特丽斯·库珀（1985年5月2日—），婚前名為莉莉·罗斯·比阿特丽斯·艾倫（英語：Lily Rose Beatrice Allen）是一名英國歌手、詞曲作家、演員、作家及主持人。以歌曲《Smile》、《LDN》、《Oh My God》、《The Fear》、《Fuck You》而為人熟悉。她於2008年主持自己的節目《Lily Allen and Friends》。
莉莉·艾倫在15歲時輟學，並專注於提升表演及作曲的技巧。2005年，她於社交網站MySpace公開她部份的歌曲，後來更於英國廣播公司的電台上播放，亦與英國Regal Records簽了合約。她第一首單曲《Smile》於2006年7月攀升至英國單曲排行榜的首位。在2007年，專輯《Alright, Still》曾獲提名全英音樂獎的「最佳專輯獎」。2008年，此專輯亦獲得第50屆格林美獎的「最佳另類音樂專輯」提名。現時，此專輯於全球售出越260萬張。
2009年，第二张录音室专辑《It's Not Me, It's You》发布，并取得了更大的商业成功。专辑首支主打单曲《The Fear》成功打入美国Billboard Hot 100。随后她宣布将抽身于乐坛暂作休息。
沉寂3年后，莉莉于12年发推表示正在录制她的第三张录音室专辑，消息称该专辑约于2014年正式发布。2013年8月，莉莉宣布新专辑音乐“即将”发行。2013年11月，艾伦录制了Keane（基音乐队）歌曲《Somewhere Only We Know》的翻唱版本作为约翰·刘易斯百货商场圣诞广告的背景乐。这支单曲在iTunes上以数位下载形式发行，并迅速登上英国iTunes下载榜第一名。2013年11月12日，新单曲《Hard Out Here》的MV在艾伦的官方YouTube账号上发行。並在同月18日於iTunes上公開發售。

## 傳記

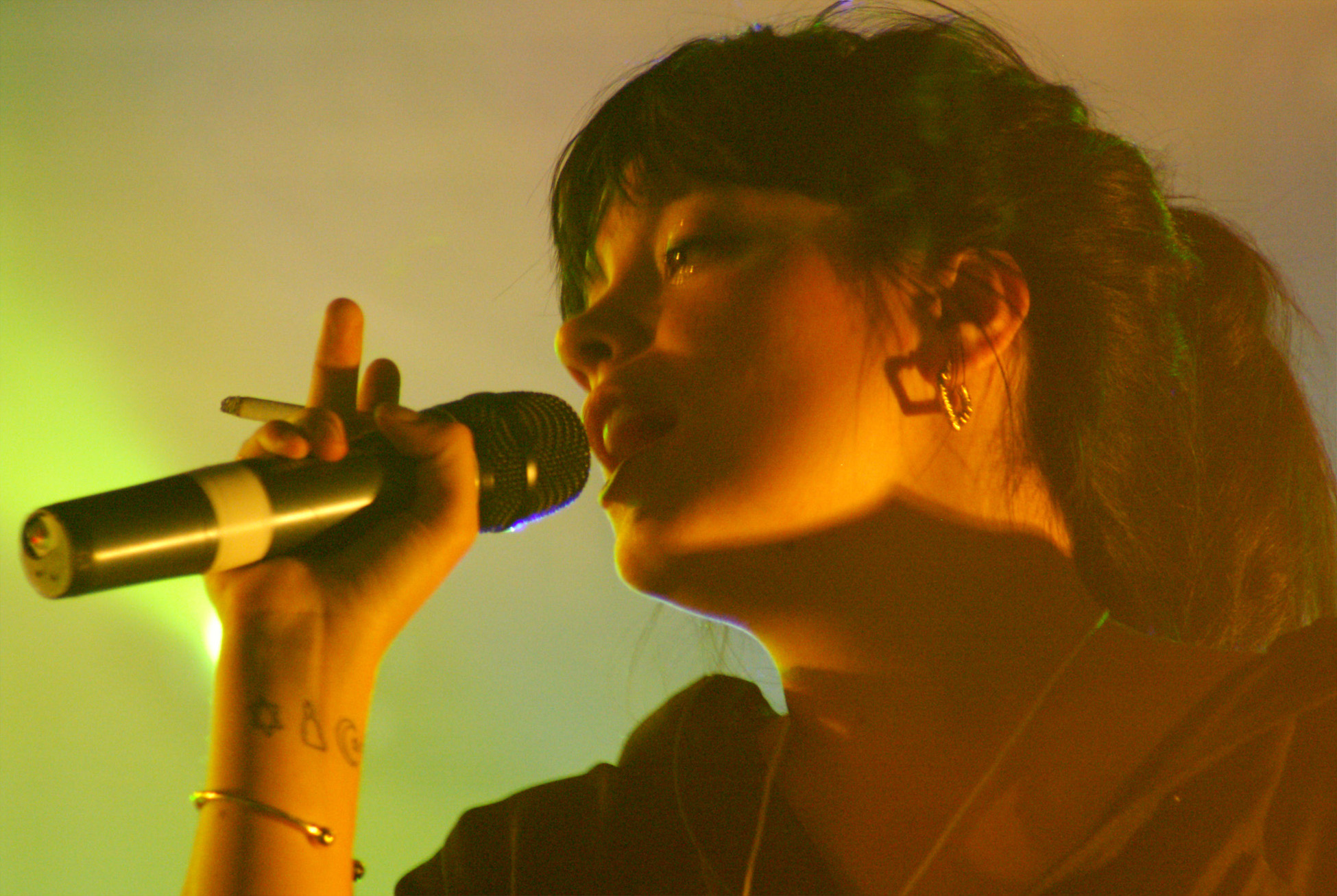
2007年的莉莉·艾倫

莉莉·艾倫在1985年於英國英格蘭倫敦哈默史密斯出生，現居倫敦伊斯靈頓（Islington）。她的父親是演員基思·艾倫（Keith Allen），她的母親艾莉森·歐文（Alison Owen）則是電影監製。她有一個姊姊叫莎拉（Sarah），弟弟阿爾菲·埃文·歐文-艾倫（Alfie Evan Owen-Allen）是演員，妹妹則叫麗貝卡（Rebecca）。安杰拉·麥克拉斯基（Angela McCluskey）和喬·斯特魯默（Joe Strummer）分別是她的教父母。
莉莉·艾倫的首度演出是在1988年的電視節目《The Comic Strip Presents....》。當艾倫四歲時，她的父親離開自己的家人。她曾上過十三所學校，因喝酒和吸煙而遭其中幾所學校退學
。
莉莉·艾伦出演了2010年的电影《Jane Austen Handheld》。

### 2002－2005年：事业起步
当她的家人在伊维萨岛度假时，她告诉她的母亲她要待在圣安东尼奥－阿瓦德，和她朋友住在一起。她通过在一家塑膠唱片店（英语：Plastic Fantastic record store）工作和卖摇头丸赚钱。莉莉·艾伦在伊维萨岛见到了她的第一位经理George Lamb。她曾被几个唱片公司拒绝，并将其归因于嗜酒和自己凯斯·艾伦女儿的身份。最终，在2002年，她利用她父亲的关系与伦敦唱片公司（London Records）签约。当签下她的那位主管离职后，公司对她失去了兴趣，而她也还没来得及发行那些民谣便匆匆离开——这些歌曲中很多出自她父亲之手。后来她学习园艺，成为了花店老板；但不久改变主意重回唱片业。她开始创作歌曲，而在2004年她的经理将她介绍给二人制作组合Future Cut。他们在一座办公楼的地下室的一个小工作室里工作。
2005年，莉莉与帝王唱片（Regal Recordings）签约。公司给了她25,000英镑预算制作一张专辑，但由于他们专注于其他作品，如酷玩乐队的《XY密碼》和街头霸王乐队的《Demon Days》，因而他们无法提供更多的支持。之后莉莉在MySpace上创建了帐户，并开始发布她于2005年11月录制的小样。这些小样吸引了上千听众，500张限定版的《LDN》7寸单曲黑胶唱片被快速发行，转售价高达40英镑。 莉莉还制作了两张混音带 - 《My Firt Mixtape》和《My Second Mixtape》 以宣传其作品。随着她积累了上千位MySpace朋友，《观察家音乐月刊》（英语：The Obsrver Music Monthly），于2006年3月对她产生了兴趣。由于她在唱片公司的艺人与制作部门外鲜有人知，所以公司怠于回应某些出版物想要报道她的要求。两个月后，出现了第一次主要关于她的主流报道，她出现在该杂志的封面故事中。

### 2006－2008年：《Alright， Still》时期
这次成功向她的公司证明了她的实力，使她能够将专辑制作得更具创意，并且能够使用她自己的编曲，而不是被强迫与主流制作人合作。莉莉决定与制作人格萊格·科爾斯汀和马克·荣森合作，并在两周内完成了专辑的剩余部分。 莉莉的首张专辑《Alright, Still》发行于2006年7月，其中的大部分曲目都在她的MySpace页面上提供了预览，包括单曲〈Smile〉、〈LDN〉、〈Knock'Em Out〉和〈Alfie〉。 2006年9月，〈Smile〉在iTunes Store美国发行。到2006年12月，〈Smile〉的MV已经在各大音乐频道与电台播放。美国《娱乐周刊》将《Alright, Still》评为2006年度十大专辑之一，纵然它尚未在美国发行。2007年1月，莉莉在MTV作为Discover and Download栏目嘉宾作了宣传。该专辑在美国发行于2007年1月30日，空降Billboard专辑200强榜第20名。截至2009年1月，该专辑在英国销售了960,000份，在美国销售了520,000份。
2007年，她代替了取消表演的MIA，在于新开放的公园舞台（英语：the newly launched Park Stage）举办的格拉斯顿伯里音乐节上表演。在音乐节期间，她修复了The Specials的两名成员的关系；吉他手Lynval Golding称这一行为为该乐团2009年的重聚中扮演了“重要角色”。她还演唱了凯撒首领的前十单曲《Oh My God》的马克·荣森翻唱版。 2007年7月1日，艾伦出席在伦敦温布利球场举行的纪念戴安娜音乐会，以纪念戴安娜王妃的一生。她献唱了《LDN》和《Smile》。出自Ronson制作专辑的单曲〈Littlest Things〉帮助他获得了2008年格莱美“年度非古典制作人”奖。2008年，她还为Kaiser Chiefs的第三张专辑中的几首歌曲提供了背景人声。艾伦还凭借《Smile》斩获了2008年BMI歌曲创作奖。
在社交网络中对于她开展音乐事业的有利态势下，莉莉签署了一系列合同，以播出她自己的BBC-3电视节目《莉莉·艾伦与朋友》。嘉宾包括Mark Ronson、Joanna Page、James Corden、Lauren Laverne、Roisin Murphy、Louis Walsh和达尼·代尔。尽管在全国范围内进行了一场备受瞩目的营销活动，该节目也仅吸引了各渠道总观众的2％。鉴于莉莉作为电视节目主持人的快速发展以及其在目标受众中的欢迎程度，BBC-3宣布将再为《Lily Allen and Friends》续更第二季。BBC-3的负责人丹尼·科恩 (电视制作人)后来表示，由于音乐事项，该节目并不会按原定时间于2009年春季播出。莉莉在为儿童保护机构War Child举办的一场慈善音乐会上演出，该机构与受战争影响的儿童合作。在基音乐团的支持下，莉莉演唱了《Smile》和《Everybody's Changing》。

### 2009－2011年：《It's Not Me， It's You》时期、事业中断

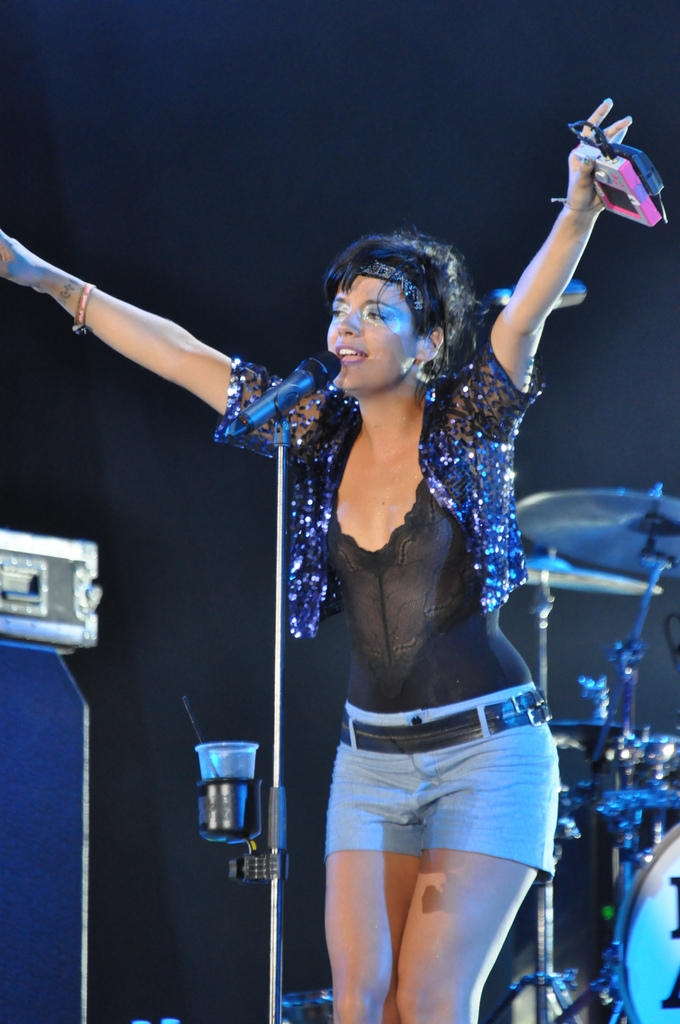
莉莉·艾伦在2009年8月于布达佩斯岛节演出

在她的第一张专辑发行之后，她的母唱片公司EMI被Terra Firma接管。 她也将她的管理公司由Artist Management更换为Twenty-First Artists——尽管她的核心团队仍然存在。在其唱片公司的迫切要求之下，莉莉试图与若干作词人和制作人制作专辑，却以失败告终。最终莉莉转头向当时为专辑《Alright, Still》写了三首歌的格萊格·科爾斯汀求助。 专辑在洛杉矶的Eagle Rock工作室中由科爾斯汀制作。 在回到Kus之前，莉莉和科爾斯汀一同写下了那些歌曲，而后者为歌曲提供了钢琴音轨。这相较于她早期作品中自行创作歌词、完成音轨的做法有所变化。 莉莉曾表示：“我们决定尝试制作反响更大的歌曲、更多空灵和真实的歌曲……我想自始至终与一个人合作，以保证作品的一体化。我希望它给我一种拥有真诚感觉。我认为我成长了，希望作品能够有所体现。” 她在她的MySpace页面上上传了两份新曲小样，并计划发行一张混音带，以告知其粉丝其新发展方向。
莉莉取消了原定于2008年怀特岛音乐节的演出，并告诉音乐节主办人John Giddings她取消计划的原因是她的专辑晚于计划。 Giddings说道这个给出的理由让人不能接受，很可能是谎话。不过Giddings并未决定对她依法索要赔偿。 她在戛纳电影节中醉酒与上身裸体的照片也在新闻界广泛报道。 她在2008年Glamour颁奖典礼上的演出也受到了批评，因为她醉酒登台、身着印有断头的小鹿斑比形象的裙子，并在台上与艾尔顿·约翰进行了包含粗话的交流。 2008年6月29日，莉莉与制作人马克·荣森一同于格拉斯顿伯里艺术节上表演。由于（外）祖母不巧前夜去世，莉莉动情地为（外）祖母献唱了《Littlest Things》。《与我无关》原定于2008年初发行，但因为她的流产与创意问题而延期至秋季发行。2008年秋，EMI经历了公司重组。这导致了专辑的发行日期更改。 针对不知道莉莉或她专辑的群体，Matmi制作了一款名为《Escape the Fear》的网络游戏，进行病毒营销。 该游戏发布以来，三次登顶全球热门游戏排行榜，其中包括全年最具竞争力的圣诞节所在周。截至2009年2月18日，该游戏已被游玩超过二百万次。 莉莉和冲撞乐队的吉他手Mick Jones为慈善专辑《Heroes》表演了冲撞乐队专辑里的歌曲《Straight to Hell》。

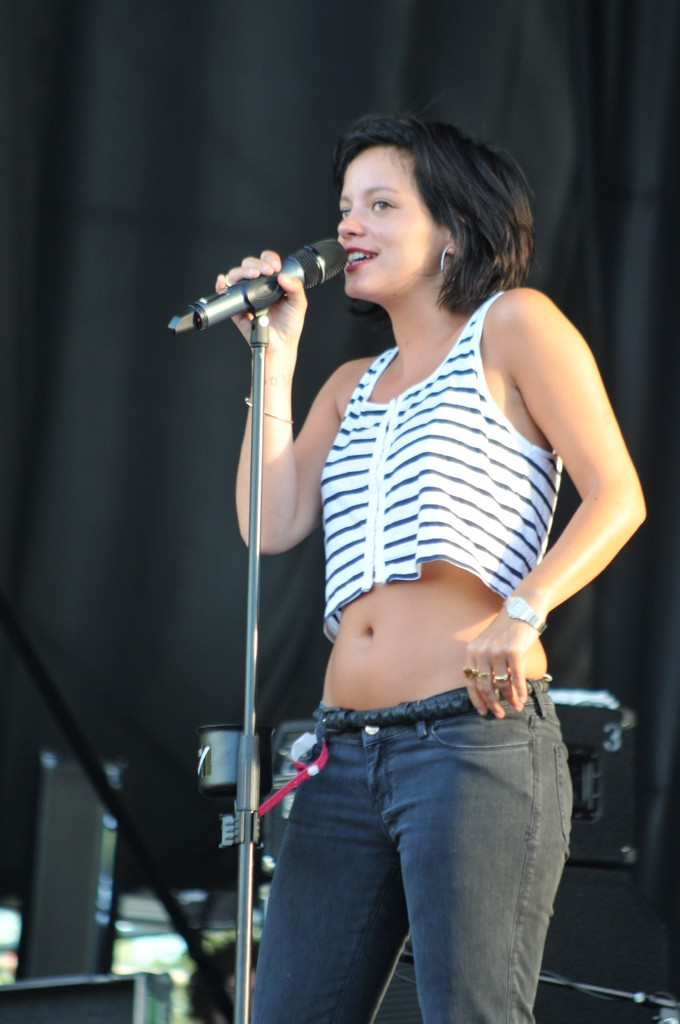
莉莉·艾伦在2009年6月24日于克罗地亚萨格勒布的INmusic节演出

专辑《与我无关》发行于2009年2月。一经发布便空降英国、加拿大和澳大利亚榜首，美国第五。 该专辑销量在英国获得白金认证。 该专辑的发售帮助EMI公司将其收入翻了三番。 专辑的第一首单曲〈The Fear〉发售仅四周后便于英国登顶。 专辑的第二首单曲〈Not Fair〉达到第九名。 她于三月开始了为期两年的《与我无关》世界巡回演唱会，2010年9月巡演收官。该专辑中她与格萊格·科爾斯汀合作的作品使她获得了2010年艾弗·诺韦洛奖的“年度词曲作者”奖项。另外，莉莉与科爾斯汀还因〈The Fear〉赢得了“最佳词曲歌曲奖”和“最佳表演作品奖”（英语：Most Performed Work）莉莉称这些奖项为“真正的奖项”并对能够获此殊荣倍感激动。 2010年10月，莉莉因其歌曲《The Fear》在美国电台的广泛播放而第二次赢得了来自美国的BMI流行音乐奖。
作为英国国家肖像馆市场营销活动的一部分，莉莉被任命为其代言人。照片由Nadav Kander拍摄，并鲜明地印刷着“歌手、词作家、花匠”（英语："Vocalist, lyricist, Florist"）字样。 莉莉与The Kills乐队的吉他手Jamie Hince为儿童慈善组织The Hoping Foundation募集了48,350英镑善款。 二人在一场卡拉OK慈善募捐活动中演唱了《Dream a Little Dream of Me》。 香奈儿的首席设计师卡尔·拉格斐以个人身份雇佣了莉莉并为其拍照，以作为推广其将于2009年9月启动的奢侈手包产品线的手段。
2009年9月，莉莉称其正在考虑开启演艺职涯，而不再为其唱片合同续约，并称“尚无计划”制作新专辑。 2010年9月，她进行了两年半来的最后一场表演，在英国伦敦的温布利球场助阵缪斯乐队。 2010年6月，她参与了格林教授的英国前五单曲《Just Be Good to Green》的合唱。2010年9月15日，莉莉·艾伦与其姐妹开张了她们自己的服装店，名为“Lucy in Disguise”。同年11月，在《每日邮报》刊登她的住宅照片后，她以侵犯隐私权和侵犯版权为由起诉了《每日邮报》的母公司Associated Newspapers。 在此期间，莉莉专注于成家，但并为完全舍弃音乐事业。2011年1月，她在索尼音乐的财政支持下创立了自己的唱片公司In the Name Of。该公司与纽约noise pop二人组合Cults签下了第一笔合约。 接下来的一个月，她开始为将在2012年与于伦敦西区剧院上演的音乐剧版《Bridget Jones's Diary》写歌。 同年，T-Pain使用了莉莉歌曲《Who'd Have Known》中的主歌部分作为前者专辑《Revolver》第二首单曲《5 O'Clock》的副歌。《Who'd Have Known》由维兹·卡利法参与合唱，发行于2011年9月并在Billboard百强单曲榜中名列第十；这是莉莉在美国的第一首前十歌曲。

### 2012年至今 ：第三张录音室专辑
2012年6月20日，艾伦说她在工作室与制作人格萊格·科爾斯汀制作新的音乐。 她将艺名从“莉莉·艾伦”（Lily Allen）改为“莉莉·罗斯·库珀”（Lily Rose Cooper）。 在2012年9月发行的粉红佳人专辑《The Truth About Love（有爱有真相）》中，艾伦与其合唱了单曲《True Love》。
2012年10月，艾伦称她在工作室“往墙上面扔东西，看看有没有什么会粘在上面……（注：指她正在毫无顾忌地做各种音乐的尝试）能够这样心无旁骛地工作真是不错。” 在2013年2月，她在一场巴黎时装表演（由马克·罗森制作），并且透露称新专辑在2013年底发行，专辑以“她身为母亲的经历”为灵感。2013年8月，她将其艺名改回到“莉莉·艾伦”，发推说新音乐将会“很快”来临。
2013年11月，艾伦录制了Keane（基音乐队）歌曲《Somewhere Only We Know》的翻唱版本作为约翰·刘易斯百货商场圣诞广告的背景乐。这支单曲在iTunes上以数位下载形式发行，并迅速登上英国iTunes下载榜第一名。2013年11月12日，新单曲《Hard Out Here》的MV在艾伦的官方YouTube账号上发行。並在同月18日於iTunes上公開發售。

## 唱片列表

### 個人
- Alright, Still （2006年）
- It's Not Me, It's You （2009年）
- Sheezus （2014年）

| 發行年份 | 名稱                   | 類型     | 收錄於專輯            | 曲目 |
| 2006年   | Alright, Still         | 專輯     | Alright, Still        | 平裝版 - CD 1 1. Smile 2. Knock 'Em Out 3. LDN 4. Everything's Just Wonderful 5. Not Big 6. Friday Night 7. Shame For You 8. Littlest Things 9. Take What You Take 10. Friend Of Mine 11. Alfie 豪華版附加內容 - CD 2 1. Mr Blue Sky 2. Cheryl Tweedy 3. Nan You're a Window Shopper 4. Blank Expression 5. Absolutely Nothing 6. U Killed It 7. Everybody's Changing 8. Naïve (BBC Radio 1's Jo Whiley's Live Lounge) |
| 2006年   | Smile                  | 單曲     | Alright, Still        | 藍色版 - CD 1 1. Smile (錄音編輯) 2. Smile (Gutter 混音版) 3. Smile Version Revisited (Mark Ronson 混音版) 4. Smile (YOYO 現場版) 紅色版 - CD 1 1. Smile (錄音編輯) 2. Smile Version Revisited (Mark Ronson 混音版) 3. Smile (Digital Soundboy 混音版) 4. Smile (模擬語版) 5. Smile (原音版) 黑膠唱片版 - A面 1. Smile - B面 1. Cheryl Tweedy 2. Absolutely Nothing |
| 2006年   | LDN                    | 單曲     | Alright, Still        | 平裝版 - CD 1 1. LDN (Bush Hall 原音現場版) 2. LDN (Wookie 混音版) 3. LDN (Crack Whore Riddim 混音版) 4. LDN (Switch 混音版) 5. LDN (Warbox Original Cut Dub 混音版) 黑膠唱片版 - A面 1. LDN - B面 1. Nan You're a Window Shopper 2. Naïve 3. Knock 'Em Out |
| 2006年   | Littlest Things        | 單曲     | Alright, Still        | 平裝版 - CD 1 1. Littlest Things (Bush Hall 現場版) 2. Littlest Things (演奏版) 3. Littlest Things (Front Room 現場版) 4. Littlest Things (Astoria 現場版) 黑膠唱片版 - A面 1. Littlest Things - B面 1. U Killed It 2. Everybody's Changing |
| 2007年   | Shame For You / Alfie  | 單曲     | Alright, Still        | 平裝版 - CD 1 1. Shame For You 2. Alfie 數位下載版 - CD 1 1. Alfie 2. Alfie (CSS 混音版) 3. Alfie (Bush Hall 現場版) 4. Shame For You 5. Shame For You (Bush Hall 現場版) 黑膠唱片版 - A面 1. Shame For You - B面 1. Alfie |
| 2008     | The Fear               | 單曲     | It's Not Me, It's You | 平裝版 - CD 1 1. The Fear 2. Fag Hag 3. Kabul Shit 4. Fuck You 黑膠唱片版 - A面 1. The Fear - B面 1. Fag Hag 2. Kabul Shit |
| 2009年   | It's Not Me, It's You  | 專輯     | It's Not Me, It's You | 平裝版 - CD 1 1. Everyone's At It 2. The Fear 3. Not Fair 4. 22 5. I Could Say 6. Back to the Start 7. Never Gonna Happen 8. Fuck You 9. Who'd Have Known 10. Chinese 11. Him 12. He Wasn't There 特別版附加內容 - CD 1 1. The Fear (原音版) 2. 22 (原音版) 3. Who'd Have Known (原音版) 4. He Wasn't There (原音版) 5. I Could Say (原音版) 6. Womanizer (原音版) 7. Mr Blue Sky 8. The Count (aka Hervé) And Lily Face the Fear 9. Not Fair (Style of Eye 混音版) 10. Fuck You (Annie Nightingale and Far Too Loud 混音版) 11. 22 (The Big Pink 混音版) 12. 22 (Vingt Deux) (Feat. Ours) [只能在法國特別版中找到] - DVD 1 - Shepherd Bush Empire 演唱會現場影片 1. Everyone's At It 2. LDN / Dance Wiv Me 3. Not Fair 4. Him 5. He Wasn't There 6. Littlest Things 7. Smile 8. The Fear - 音樂錄影帶 1. The Fear 2. Not Fair 3. 22 4. Fuck You - 其他 1. It's Not Me, It's You (專輯創作訪問) |
| 2009年   | Not Fair               | 單曲     | It's Not Me, It's You | 平裝版 - CD 1 1. Not Fair 2. The Count (aka Hervé) And Lily Face the Fear 數位下載版 - CD 1 1. Not Fair 2. The Count (aka Hervé) And Lily Face the Fear 3. Not Fair (錄音編輯版) 4. Why 5. Not Fair (Style of Eye 混音版) 6. Mr Blue Sky 黑膠唱片版 - A面 1. Not Fair - B面 1. Why |
| 2009年   | Fuck You               | 單曲     | It's Not Me, It's You | 平裝版 - CD 1 1. Fuck You 2. Fuck You |
| 2009年   | 22                     | 單曲     | It's Not Me, It's You | 平裝版 - CD 1 1. 22 2. Not Fair (Far Too Loud Electro 混音錄音編輯版) 黑膠唱片版 - A面 1. 22 - B面 1. 22 (The Big Pink 混音版) |
| 2009年   | Paris Live Session     | 迷你專輯 | It's Not Me, It's You | iTunes數位下載版 - CD 1 - 現場錄音 1. Fuck You 2. 22 (Vingt deux) (feat. Ours) 3. The Fear 4. Littlest Things 5. Everyone's At It |
| 2009年   | Who'd Have Known       | 單曲     | It's Not Me, It's You | 平裝版 - CD 1 1. Who'd Have Known 2. Who'd Have Known (演奏版) 數位下載版 - CD 1 1. Who'd Have Known 2. Who'd Have Known (演奏版) 3. The Fear (Death Metal Disco Scene Vocal 混音版) |
| 2010年   | Back to the Start      | 單曲     | It's Not Me, It's You | 黑膠唱片版 - A面 1. Back to the Start - B面 1. Kabul Shit |
| 2013年   | Somewhere Only We Know | 單曲     | Sheezus               | 平裝版 - CD 1 1. Somewhere Only We Know |
| 2013年   | Hard Out Here          | 單曲     | Sheezus               | 德國平裝版 - CD 1 1. Hard Out Here 2. Somewhere Only We Know 數位下載版 - CD 1 1. Hard Out Here |
| 2014年   | Air Balloon            | 單曲     | Sheezus               | 數位下載版 - CD 1 1. Air Balloon 黑膠唱片版 - A面 1. Air Balloon - B面 1. Hard Out Here |
| 2014年   | Sheezus                | 專輯     | Sheezus               | 平裝版 - CD 1 1. Sheezus 2. L8 CMMR 3. Air Balloon 4. Our Time 5. Insincerely Yours 6. Take My Place 7. As Long As I Got You 8. Close Your Eyes 9. URL Badman 10. Silver Spoon 11. Life For Me 12. Hard Out Here 13. Somewhere Only We Know (Bonus Track) 豪華版附加內容 - CD 1 1. Wind Your Neck In (Bonus Track) 2. Who Do You Love? (Bonus Track) 3. Miserable Without Your Love (Bonus Track) 4. Holding On To Nothing (Bonus Track) 5. Somewhere Only We Know (Bonus Track) 黑膠唱片版 - A面 1. Sheezus 2. L8 CMMR 3. Air Balloon 4. Our Time 5. Insincerely Yours 6. Take My Place - B面 1. As Long As I Got You 2. Close Your Eyes 3. URL Badman 4. Silver Spoon 5. Life For Me 6. Hard Out Here |

＊所有專輯附加內容均附加至平裝版而成。

### 合作作品
| 發行年份 | 名稱                   | 類型 | 演出者                             | 收錄自                              | 曲目 |
| 2007年   | Oh My God              | 單曲 | - 馬克·朗森 - 莉莉·艾倫            | Version                             | 數位下載版 - CD 1 1. Oh My God |
| 2007年   | Drivin' Me Wild        | 單曲 | - Common - 莉莉·艾倫               | Finding Forever                     | 平裝版 - CD 1 1. Intro 2. Start the Show 3. The People 4. Drivin' Me Wild 5. I Want You 6. Southside 7. The Game 8. U, Black Maybe 9. So Far to Go 10. Break My Heart 11. Misunderstood 12. Forever Begins |
| 2010年   | Just Be Good to Green  | 單曲 | - 格林教授 - 莉莉·艾倫             | Alive Till I'm Dead                 | 平裝版 - CD 1 1. Kid That Love to Dance 2. Just Be Good to Green 3. I Need You Tonight 4. City of Gold 5. Oh My God 6. Jungle 7. Do For You 8. Falling Down 9. Monster 10. Closing the Door 11. We Do We Go 12. Good Night 13. Crying Game |
| 2011年   | 5 O'Clock              | 單曲 | - T-Pain - 莉莉·艾倫 - 威茲·哈利法 | rEVOLVEr                            | 平裝版 - CD 1 1. Bang Bang Pow Pow 2. Bottlez 3. It's Not You (It's Me) 4. Default Picture 5. 5 O'Clock 6. Sho-Time (Pleasure Thang) 7. Rock Bottom 8. Look At Her Go 9. Mix'd Girl 10. I Don't Give a Fuk 11. When I Come Home 12. Best Love Song 13. Turn All The Light On 豪華版附加內容 - CD 1 1. Center of the Stage 2. Regular Girl 3. Nuthin' |
| 2013年   | 真命天子 （True Love） | 單曲 | - 紅粉佳人 - 莉莉·艾倫             | 有愛有真相 （The Truth About Love） | 平裝版 - CD 1 1. Are We All We Are? 2. Blow Me (One Last Kiss) 3. Try 4. Just Give Me a Reason 5. True Love 6. How Come You're Not Here? 7. Slut Like You 8. The Truth About Love 9. Beam Me Up 10. Walk of Shame 11. Here Comes the Weekend 12. Where Did the Beat Go? 13. The Great Escape 豪華版附加內容 - CD 1 1. My Signature Move 2. Is This Thing On? 3. Run 4. Good Old Days 5. Chaos & Piss 6. Timebomb 粉絲特別版附加內容 - CD 1 1. My Signature Move 2. Is This Thing On? 3. Run 4. Good Old Days 5. Chaos & Piss 6. Timebomb 7. The King is Dead But the Queen is Alive - DVD 1 - 音樂錄影帶 1. Blow Me (One Last Kiss) 2. Try - 洛杉磯現場版音樂錄影帶 1. Are We All We Are 2. Blow Me (One Last Kiss) 3. Try 4. Fuckin' Perfect - 其他 1. 專輯封面拍攝幕後花絮 iTunes豪華版附加內容 1. 有愛有真相（豪華版）- iTunes LP |
| 2013年   | Dream a Little Dream   | 單曲 | - 羅比·威廉斯 - 莉莉·艾倫          | Swings Both Ways                    | 平裝版 - CD 1 1. Shine My Shoes 2. Go Gentle 3. I Wan'na Be Like You 4. Swing Supreme 5. Swing Both Ways 6. Dream a Little Dream 7. Soda Pop 8. Snowblind 9. Puttin' On the Ritz 10. Little Green Apples 11. Minnie the Moocher 12. If I Only Had a Brain 13. No One Likes a Fat Pop Star 豪華版附加內容 - CD 1 1. Where There's Muck 2. 16 Tons 3. Wedding Bells |
| 2014年   | Shelter You            | 歌曲 | - 莉莉·艾倫 - Louis Eliot          | Tarka & Friends: Life               | 平裝版 - CD 1 1. Life 2. Satellites 3. Shelter You 4. 13 Perfect Days 5. Lovely New York 6. The Sun 7. Home or Out of Range 8. Gold 9. Wide Awake in a Dream 10. Girl Keith 11. Lullaby |

＊所有專輯附加內容均附加至平裝版而成。

## 私人生活
艾倫於2009年夏開始與建築事務所負責人古柏（Sam Cooper）交往，於2011年6月11日結婚，同日證實已懷孕12週的消息。2011年11月25日，誕下女兒 Ethel Mary。

## 外部連結
- 官方网站
- 莉莉·艾倫的Facebook專頁
- 莉莉·艾倫的X（前Twitter）
- 莉莉·艾伦 （页面存档备份，存于） 在YouTube的视频频道
- Lily Allen的MySpace主頁
- 莉莉·艾倫在互联网电影资料库（IMDb）上的資料（英文）
- Lily Allen在Allmusic上的頁面
- Lily Allen在 Virb
- 莉莉·艾倫在 MTV.com （页面存档备份，存于）
- Lily Allen Wiki